# Cemitério da Colônia Japonesa
O Cemitério da Colônia Japonesa é um bem tombado pelo Condephaat e está localizado no município de Álvares Machado.
Ali encontram-se sepultados 854 japoneses e um brasileiro que morreu defendendo uma família japonesa. Foi fechado em 1940 no governo de Getúlio Vargas sendo considerado um ato racista haver um local somente para sepultamento de japoneses.